# Oupeye
Oupeye es una comuna de la región de Valonia, en la provincia de Lieja, Bélgica. A 1 de enero de 2019 tenía una población estimada de 25 446 habitantes.

## Geografía
Se encuentra ubicada al este del país al norte de Lieja en el valle del río Mosa.

### Secciones del municipio
El municipio comprende los antiguos municipios, que se fusionaron en 1977:
| - Oupeye - Hermée - Hermalle-sous-Argenteau - Heure-le-Romain - Houtain-Saint-Siméon - Vivegnies - Haccourt |

## Demografía

### Evolución
Todos los datos históricos relativos al actual municipio, el siguiente gráfico refleja su evolución demográfica, incluyendo municipios después de efectuada la fusión el 1 de enero de 1977.
| Gráfica de evolución demográfica de Oupeye entre 1846 y 2019 |
|                                                              |